# Lúg (település)
Lúg (szerbül Луг / Lug, szlovákul Lug) falu Szerbiában, a Vajdaságban, a Dél-bácskai körzetben, Belcsény községben.

## Fekvése
Újvidéktől délnyugatra, a Tarcal-hegység északi oldala és a Duna közt fekszik.

## Népesség

### Demográfiai változások
| 1948 | 1953 | 1961 | 1971 | 1981 | 1991 | 2002 |
| ---- | ---- | ---- | ---- | ---- | ---- | ---- |
| 673  | 733  | 764  | 775  | 824  | 864  | 801  |